# Bamusso
Bamusso är en ort i Kamerun.   Den ligger i regionen Sydvästra regionen, i den västra delen av landet, 300 km väster om huvudstaden Yaoundé. Bamusso ligger 8 meter över havet och antalet invånare är 24 741.
Terrängen runt Bamusso är huvudsakligen platt, men åt sydost är den kuperad. Havet är nära Bamusso västerut. Trakten runt Bamusso är glesbefolkad, med 18 invånare per kvadratkilometer. Det finns inga andra samhällen i närheten. Trakten runt Bamusso består huvudsakligen av våtmarker.